# HOLY KNIGHT (LUNA SEAの曲)
「HOLY KNIGHT」（ホーリー・ナイト）は、LUNA SEAのシングル。ツアー「LUNA SEA  The Holy Night -Beyond the Limit-」の、さいたまスーパーアリーナ公演（12月23日、24日）限定で販売された。

## 概要
LUNA SEAとしては初となるクリスマスソング。原曲を手掛けたSUGIZO曰く、「LUNA SEAとしてクリスマスソングを作ろう」というアイデア自体は結構前からあったらしく、「元々はSLAVEだけに向けて発売する曲を作りたかった」が、その後色々あって、「ライブ会場限定で、CDシングルとして販売」という形ではあるがSLAVE会員以外でも買えるようにした、とのこと。また、本曲自体はアルバム『A WILL』の頃にはすでにあった曲で、その時から既に「冬の曲」というテーマで決まっており、シングル「Limit」のカップリング曲として候補にも挙がっていた。
曲名は「HOLY KNIGHT」とあるが、これはRYUICHIが「HOLY NIGHT(聖なる夜)」というタイトルはどうかな？と、メンバーで話している中で、「だったら、Kを付けてナイト、『聖なる騎士』にしない？」とアイデアしたことから。また、歌詞も「騎士というと王様を守る衛兵隊とかを思い浮かべるかもしれないけど、僕のイメージはちょっと違っていて。ファンの皆の一人一人の夢というのがライヴにあるとしたら、ファンの子たちにとってライヴは現実を忘れる場所でもあり、また、本当の自分に還る場所なのかもしれない。僕らはその空間にもちろん全精力を傾けてライヴをやっているんだけども、その夢の続きを守っていく5人のナイト、という印象が最初にパッと浮かんできたんです。悪者がいてソイツから守ってやるとか、そういう物理的なことじゃなくてね。ライヴ会場はその都度変わりますけど、LUNA SEAの“音の聖地”を守り続けていく5人のスピリチュアルなものが曲に反映されたらいいな」というイメージで書き上げたという。
ライブ会場での発売に先駆け、SLAVE限定で12月14日の18時より先行配信され、YouTubeでは公式アカウントよりトレーラー映像も公開。また、2020年12月24日18時より、『SEARCH FOR MY EDEN 2018』での本曲のライブ映像を、12月31日までの期間限定でプレミア公開した。

## 収録曲
1. HOLY KNIGHT
SUGIZO原曲